# Mentuhotep II
Mentuhotep II – faraon, władca starożytnego Egiptu, z XI dynastii tebańskiej z okresu Średniego Państwa. Panował w latach 2046–1995 p.n.e. lub 2061–2010 p.n.e., lub 2055–2004 p.n.e. Syn Intefa III i królowej Jah. Według Kanonu Turyńskiego panował pięćdziesiąt jeden lat. Dokonał zjednoczenia Górnego i Dolnego Egiptu, czym zapoczątkował okres w dziejach Egiptu, zwany Średnim Państwem. Uważany za jednego z największych faraonów.

## Panowanie
Gdy wstąpił na tron, jego władza rozciągała się od Pierwszej Katarakty po 10 nom Górnego Egiptu i ograniczona była od północy przez ziemie rządzone przez książąt Asjut. Władcy osiągnęli stan zbrojnego pokoju. Stan ten przerwała rebelia nomu tynickiego, w wyniku której Mentuhotep rozpoczął działania zbrojne, przeszedł bez walki przez 15 nom i zdobył Asjut, co spowodowało upadek Herakleopolis, jednocząc Egipt i kończąc I Okres Przejściowy.
Przyjął tytuł „Króla Dolnego i Górnego Egiptu, Horusa, tego, który zjednoczył Oba Kraje”. Władza jego nie ogarnęła jednak całego obszaru, a jego opanowanie zajęło wiele lat. Centrum opozycji politycznej stała się Oaza Dachla na Pustyni Zachodniej. Król podjął działania przeciw tej opozycji. Wynagrodził wierność książąt nomów Oryksa i Zająca, pozostawiając ich na swych stanowiskach. W całym Górnym Egipcie utrzymał dawne stosunki feudalne, z wyjątkiem Asjut, a resztę kraju objął nadzorem tebańskich zwierzchników, ze szczególnym uwzględnieniem Herakleopolis i nomu herakleopolitańskiego. Przeniósł stolicę do Teb. Utworzył stanowisko Gubernatora Północy oraz przywrócił urzędy dawnych; kanclerzy i wezyra. W czasach jego panowania urząd ten sprawowali: Dagi, Bebi i Ipy. Wszystkie te działania jednoczące zostały zakończone prawdopodobnie do 30 roku jego panowania.
W około 39 roku panowania przyjął nową tytulaturę. W polityce zagranicznej nawiązywał do najlepszych doświadczeń Starego Państwa. Odbył kampanie wojenne do Nubii, pierwszą w 29 roku i drugą w 31 roku panowania. Dowództwo tych kampanii powierzył kanclerzowi Chetiemu. W ich wyniku Egipt osiągnął nadzór nad częścią terytorium Nubii, aż po Drugą Kataraktę. Opanowano dawne szlaki karawanowe oraz wznowiono eksploatację kopalń. Na północy prowadził kampanie przeciwko Libijczykom Czemehu i Czehenu oraz na Synaju przeciwko Beduinom Mencziu, czym zabezpieczył wschodnie rubieże państwa.

## Architektura
Mentuhotep, ten wspaniały wojownik, twórca jedności Obu Krajów, doskonały polityk i organizator państwa okazał się również wielkim budowniczym. Kontynuował prace podjęte przez Antefa III na Elefantynie w świątyniach Hekaiba i Satis. Prace prowadzono w El-Ballas, Denderze i El-Kab. W świątyni Hathor w Gebelejn z rozkazu władcy uwieczniono tryumf nad Północą. W Abydos rozkazał wybudować dobudówki w świątyni Ozyrysa. Rozbudował i upiększył Świątynie Montu w Tod i Armant.
Swój zespół grobowy, wzorowany na najlepszych doświadczeniach architektonicznych Starego Państwa, zbudował w Deir el-Bahari. Wokół grobowca pochowano królewskie małżonki i konkubiny, a także żołnierzy uczestniczących w zjednoczeniu kraju oraz najważniejszych dostojników, których grobowce są od 2013 roku badane przez polską misję w ramach Projektu Asasif.
W tym samym miejscu został odkryty także posąg faraona w Czerwonej Koronie Dolnego Egiptu Odkrywcą jest Howard Carter, który trafił na ślad posągu po tym, jak kopyto jego konia zapadło się w ziemi. Rozpoczęto więc wykopaliska, które odkryły wejście do korytarza, na którego końcu znajdował się posąg. Można go dziś znaleźć w Muzeum Egipskim w Kairze, a sam korytarz został nazwany Bob el-Chosan (pl. wywrotka konia).
Kilkaset lat później w sąsiedztwie jego kompleksu grobowego, swą wspaniałą świątynię grobową, wybudowała Hatszepsut.

## Rodzina

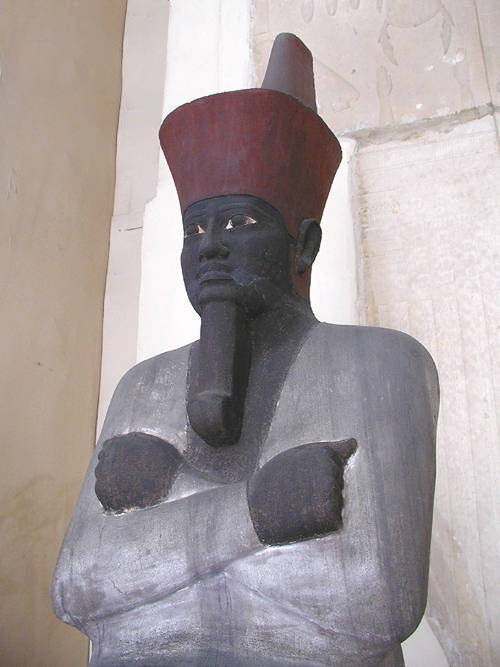
Pomalowana rzeźba Nebhepetre Mentuhotepa II w Muzeum Egipskie w Kairze

Mentuhotep II był synem Intefa III i jego żony Jah, która możliwie była jego siostrą. Informacja o tym pochodzi ze steli Henenu (Cairo 36346), urzędnika za czasów Intefa II, Intefa III i syna tego ostatniego, czym imieniem horusowym jest s-ankh-[ib-t3wy], identyczne imieniu horusowemu Mentuhotepa II, znenego z innych źródeł. Jah jest tam nazwana mwt-nswt, czyli "Matką Króla".
Niektórzy badaczy (Wildung, Lobban) twierdzą, że Mentuhotep II mógł mieć nubijskie pochodzenie, dlatego, że jego ikonografia przedstawia jego z rysami twarzy Nubijczyka.
Mentuhotep miał kilku żon, które zostały pochowane w jego grobowcu albo blisko niego:
- Tem (tm) prawdopodobnie była główną żoną Mentuhotepa II, dlatego że nosiła tytuły "Żony Króla" i "Wielkiej-berła hetes-dwóch Panów". Ona urodziła faraonowi dwóch dzieci,, jednym z których z pewnością był Mentuhotep III, dlatego że Tem później nazywana jest "Matką Królą" i "Podwójną Matką Króla". Prawdopodobnie ona zmarła po śmierci jej męża i została pochowana w świątyni Mentuhotepa[3]. Jej grobowiec został znaleziony w 1859 r. i całkiem odkryty w 1968 r.

Jego pierwszą żoną była Tem, kolejną Neferu II.  
Swemu drugiemu synowi, następcy – Mentuhotepowi III, pozostawił państwo zjednoczone, dobrze zorganizowane i dostatnie.

## Tytulatura
Mentuhotep II miał trzy różne tytulatury. Po raz pierwszy on ją zmienił na 14. roku swojego panowania, po skutecznej kompanii przeciwko Heraklepolis Magna na północy. Po raz drugi to się zdarzyło na krótko przed rozpoczęciem jego 39. roku panowania, oznajmując koniec podboju północnej części Egiptu i jego zjednoczenie. Dokładniej mówiąc, druga zmiana tytulatury mogła kzejść podczas festiwalu sed 39 roku panowania.
| G5 |

| G5 |

| zmA | N19 |

| zmA | N19 |

| zmA | N19 |

| zmA | N19 |

| G5 |

| G5 |

| zmA | N19 |

| zmA | N19 |

| zmA | N19 |

| zmA | N19 |

| G5 |

| G5 |

| nTr | S2 |

| nTr | S2 |

| nTr | S2 |

| nTr | S2 |

| G5 |

| G5 |

| nTr | S2 |

| nTr | S2 |

| nTr | S2 |

| nTr | S2 |

| G5 |

| G5 |

| s | anx | ib · N19 |

| s | anx | ib · N19 |

| s | anx | ib · N19 |

| s | anx | ib · N19 |

| G5 |

| G5 |

| s | anx | ib · N19 |

| s | anx | ib · N19 |

| s | anx | ib · N19 |

| s | anx | ib · N19 |

| G16 |

| G16 |

| zmA | N19 |

| zmA | N19 |

| zmA | N19 |

| zmA | N19 |

| G16 |

| G16 |

| zmA | N19 |

| zmA | N19 |

| zmA | N19 |

| zmA | N19 |

| G16 |

| G16 |

| nTr | S2 |

| nTr | S2 |

| nTr | S2 |

| nTr | S2 |

| G16 |

| G16 |

| nTr | S2 |

| nTr | S2 |

| nTr | S2 |

| nTr | S2 |

| G8 |

| G8 |

| N29 · G5 · S12 | S9 |

| N29 · G5 · S12 | S9 |

| N29 · G5 · S12 | S9 |

| N29 · G5 · S12 | S9 |

| G8 |

| G8 |

| N29 · G5 · S12 | S9 |

| N29 · G5 · S12 | S9 |

| N29 · G5 · S12 | S9 |

| N29 · G5 · S12 | S9 |

| M23 · X1 | L2 · X1 |

| M23 · X1 | L2 · X1 |

| ra · nb | P8 |

| ra · nb | P8 |

| ra · nb | P8 |

| ra · nb | P8 |

| M23 · X1 | L2 · X1 |

| M23 · X1 | L2 · X1 |

| ra · nb | P8 |

| ra · nb | P8 |

| ra · nb | P8 |

| ra · nb | P8 |

| M23 · X1 | L2 · X1 |

| M23 · X1 | L2 · X1 |

| ra | P8 | nb |

| ra | P8 | nb |

| ra | P8 | nb |

| ra | P8 | nb |

| M23 · X1 | L2 · X1 |

| M23 · X1 | L2 · X1 |

| ra | P8 | nb |

| ra | P8 | nb |

| ra | P8 | nb |

| ra | P8 | nb |

| G39 | N5 |

| G39 | N5 |

| mn · n · T | w | Htp · t · p |

| mn · n · T | w | Htp · t · p |

| mn · n · T | w | Htp · t · p |

| mn · n · T | w | Htp · t · p |

| G39 | N5 |

| G39 | N5 |

| mn · n · T | w | Htp · t · p |

| mn · n · T | w | Htp · t · p |

| mn · n · T | w | Htp · t · p |

| mn · n · T | w | Htp · t · p |

Ogólnie biorąc, w tytulaturze Mentuhotepa II widać chęć powrotu do tradycji Starego Państwa. 